# Renato Violani
Renato Violani (São Paulo, 1 de março de 1922 — São Paulo, 13 de outubro de 2000) foi um futebolista brasileiro.

## Biografia
Descendente de italianos, Renato Violani, nasceu no bairro da Saúde, zona centro-sul da cidade de São Paulo. Iniciou a sua carreira como futebolista nos anos de 1930, atuando no pequeno Estrela da Saúde, clube de várzea fundado pelo seu pai e pelos seus tios. Posteriormente transferiu-se para o Juventus da Mooca e depois atuou por Palmeiras, Portuguesa e Seleção Paulista.

## Carreira
Atuando no Estrela da Saúde, Renato Violani chamou a atenção dos "olheiros" do tradicional Juventus da Mooca, onde em 1941 integrado ao elenco profissional. Renato Violani disputou seu primeiro Campeonato Paulista pelo Juventus da Mooca, em 1941, e em 1943 foi negociado com o Palmeiras, e deixou o bairro da Mooca, para compor o elenco alviverde que disputaria a temporada de 1943.
Apesar de integrar o elenco alviverde, campeão paulista de 1944, Renato Violani teve poucas chances para se firmar definitivamente entre os titulares do Palmeiras. Renato permaneceu no alviverde até 1945, quando foi contratado pela Portuguesa de Desportos.
Contratado pela Portuguesa em 1945, defendeu o clube rubro-verde até 1955, atuando como ponta e meia-direita. Foi na Portuguesa que Renato Violani obteve suas maiores conquistas profissionais. Sendo um dos integrantes daquela que é considerada a melhor equipe da "Lusa" de todos os tempos: Muca, Nena e Noronha; Djalma Santos, Brandãozinho e Ceci; Julinho, Renato Violani, Nininho, Pinga e Simão. Pela Portuguesa conquistou duas vezes a Fita Azul e duas vezes o Torneio  Rio-São Paulo.

## Seleção Paulista
Também faz parte da história da Seleção Paulista de Futebol. Além da conquista do Campeonato Brasileiro de Seleções Estaduais em 1952. O paulistano entrou para a história da Seleção Paulista ao ser um dos convocados para defender o São Paulo, no histórico confronto inaugural do Estádio do Maracanã, no dia 16 de junho de 1950. 
Construído para a Copa do Mundo de 1950, o Estádio do Maracanã foi inaugurado com o confronto: Seleção Carioca x Seleção Paulista. A Seleção Paulista  venceu a partida por 3–1, e o 1º gol da história do Estádio do Maracanã foi marcado pelo carioca: Didi.
A Seleção Paulista jogou com a seguinte formação: Osvaldo Pisoni, Homero Oppi e Dema; Djalma Santos, Brandãozinho e Alfredo; Renato Violani, Rubens, Augusto, Ponce de Leon e Brandãozinho II.

## Aposentadoria
Após se desligar da Portuguesa, em 1955, para tratar de negócios familiares, Renato Violani ainda encontrou tempo para jogar futebol como amador, novamente no Estrela da Saúde, disputando o Campeonato Paulista da 2ª Divisão, por mais três anos. 
Continuou em contato com o futebol, participando ativamente do esquadrão do Veteranos Paulista FC e na várzea pelo Estado Novo FC, que defendeu até meados dos anos 70.
Mesmo tendo encerrado sua carreira profissional, manteve contato permanente com os clubes que defendeu e cultivou amizades feitas ao longo de sua carreira, participando sempre de eventos comemorativos dos clubes do estado de São Paulo, geralmente acompanhado dos amigos Oberdan Cattani, Turcão, Canhotinho, Nena e Gustavo.

## Morte
Renato Violani morreu em 13 de outubro de 2000, aos 78 anos, na cidade de São Paulo.

## Títulos
Palmeiras
- Campeonato Paulista: 1944[4]

Portuguesa
- Fita Azul: 1951 e 1954
- Torneio  Rio-São Paulo: 1952 e 1955

Seleção Paulista
- Campeonato Brasileiro de Seleções Estaduais: 1952